# 威廉斯堡 (堪薩斯州)
威廉斯堡（英語：Williamsburg），位於美國堪薩斯州富蘭克林郡，根據2010年的人口普查，當地有397人。
堪薩斯州的威廉斯堡，位於38°28′48″N， 95°27′58″W，總面積為0.9平方公里。總人口中96.2%為白人，0.3%为黑人, 1.5%為印第安人，2%为其他种族。